# Meriton Korenica
Meriton Korenica (n. 15 decembrie 1996, Rahovec⁠(d), Republica Serbia, Iugoslavia) este un fotbalist kosovar, care joacă pe post de extremă dreapta la CFR Cluj în SuperLiga României.